# Amblypodia patuna
Amblypodia patuna är en fjärilsart som beskrevs av Moore 1884. Amblypodia patuna ingår i släktet Amblypodia och familjen juvelvingar. Inga underarter finns listade i Catalogue of Life.